# Seminole County (Georgia)
Seminole County is een county in de Amerikaanse staat Georgia.
De county heeft een landoppervlakte van 617 km² en telt 9.369 inwoners (volkstelling 2000). De hoofdplaats is Donalsonville.